# Поточень
Поточень, Поточені (рум. Potoceni) — село у повіті Бузеу в Румунії. Входить до складу комуни Меречинень.
Село розташоване на відстані 99 км на північний схід від Бухареста, 6 км на північний захід від Бузеу, 101 км на захід від Галаца, 104 км на південний схід від Брашова.

## Населення
За даними перепису населення 2002 року у селі проживали 1780 осіб, усі — румуни. Усі жителі села рідною мовою назвали румунську.